# Georges de la Chapelle
Luc Henri Hervé Guy Gardye de la Chapelle (Farges-Allichamps, 16 de julio de 1868 - 27 de agosto de 1923) fue un jugador de tenis francés.

## Biografía
Participó en los Juegos Olímpicos de París 1900 en el torneo de tenis de dobles, donde ganó la medalla de bronce con André Prévost.